# 兜站

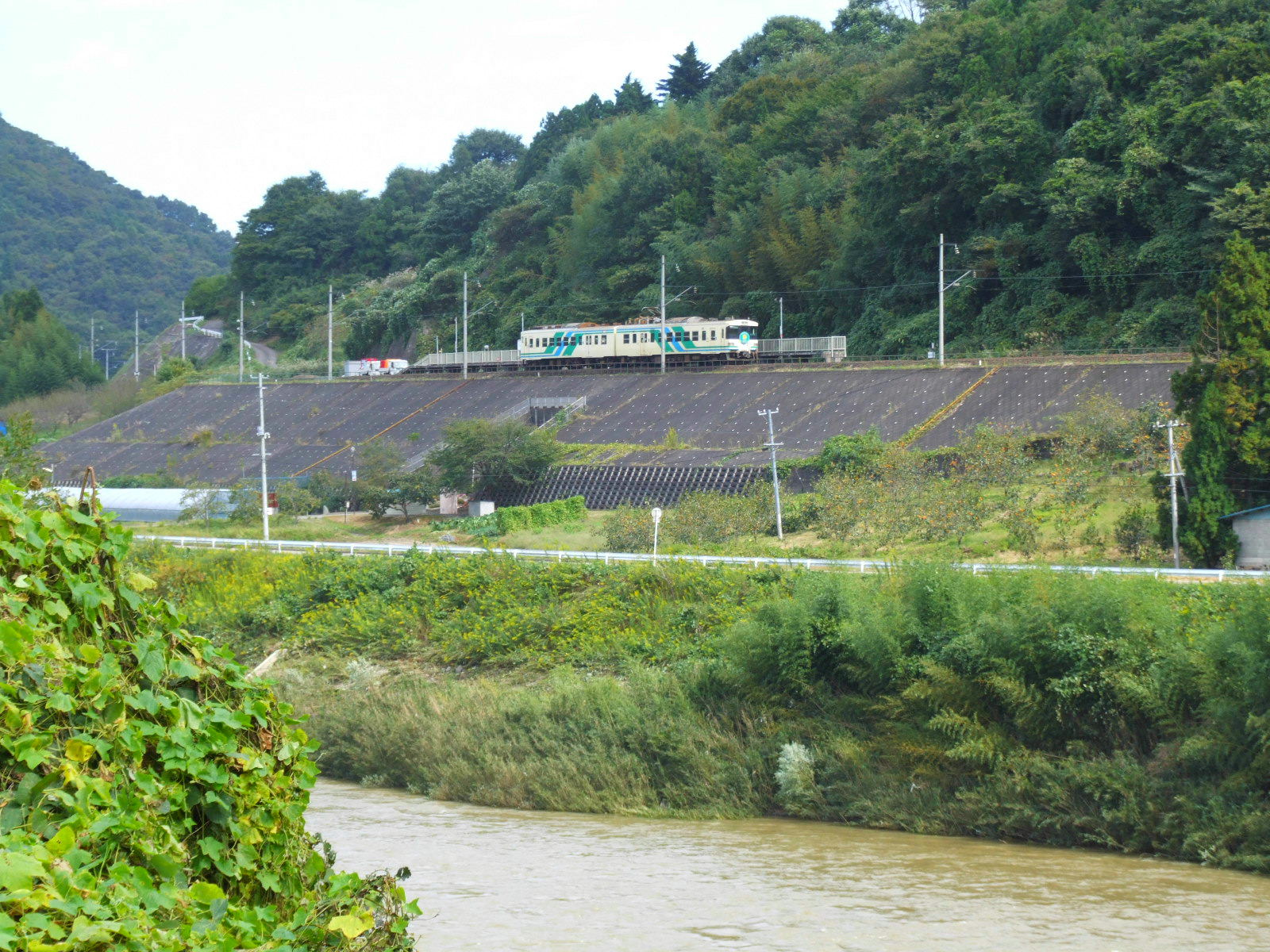
阿武隈川和兜站。在列車左下方隱約看見隧道（2006年10月）

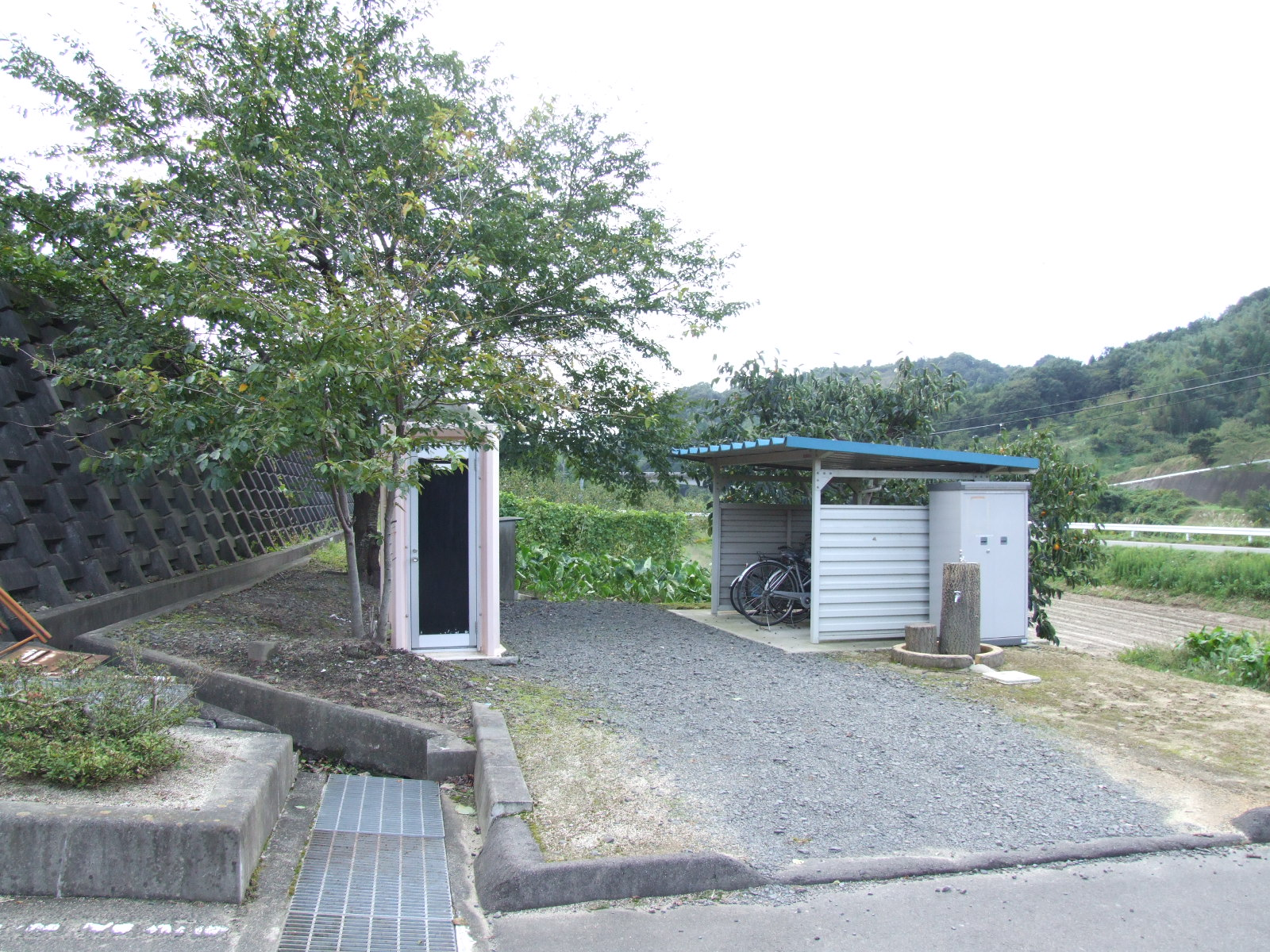
廁所和單車停泊處。（2006年10月）

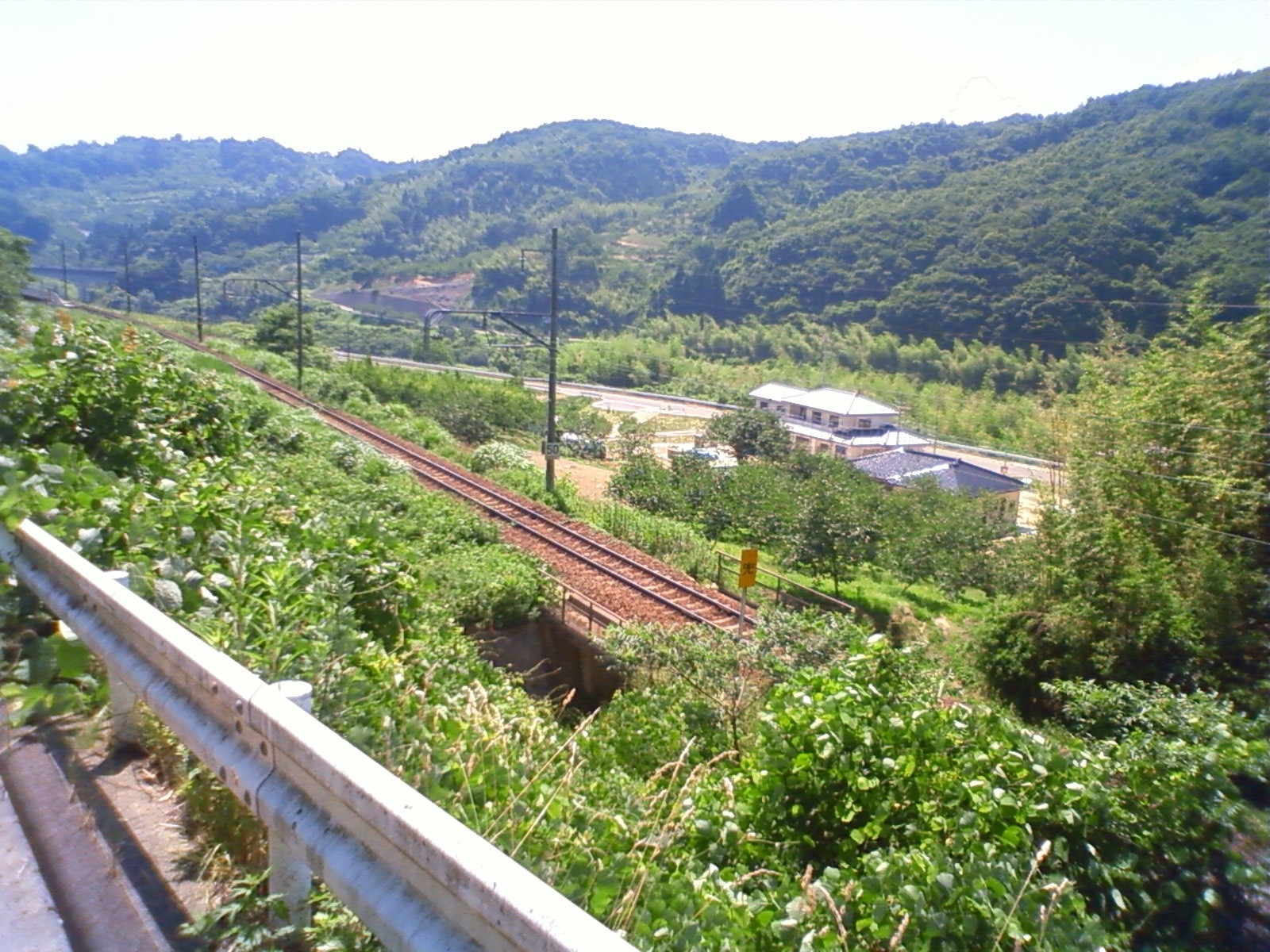
兜站周邊的様子。左上方可看見阿武隈川和兜橋。對面岸是宮城縣。（2008年7月）

兜站（日语：／ Kabuto eki */?）是位於福島縣伊達市梁川町舟生桂野，阿武隈急行的阿武隈急行線車站。
車站的口頭禪是「民話之里」

## 歷史
- 1988年（昭和63年）7月1日 - 車站啟用。

## 車站構造
此站是地面車站，設有1面1線的單式月台。此站是無人車站，沒有檢票口和售票處。入口位於月台北邊和東邊。站前的道路設有隧道向南方延伸。離開隧道後便到達小型村落、果樹園和農田。站內設有飲水機、公廁和單車停泊處。

## 使用狀況
在2016年度的1日平均乘車人次為3人。以下為近年乘車人次變化：
| 乘車人員變化 | 乘車人員變化     |
| 年度         | 1日平均 乘車人次 |
| ------------ | ---------------- |
| 2000         | 11               |
| 2001         | 8                |
| 2002         | 8                |
| 2003         | 5                |
| 2004         | 14               |
| 2005         | 16               |
| 2006         | 8                |
| 2007         | 8                |
| 2008         | 5                |
| 2009         | 5                |
| 2010         | 3                |
| 2011         | 3                |
| 2012         | 3                |
| 2013         | 3                |
| 2014         | 0                |
| 2015         | 3                |
| 2016         | 3                |

## 車站周邊
車站位於福島縣和宮城縣邊界附近，位於阿武隈高地的丘陵地帶中。車站兩岸沒有平地。車站位於阿武隈川右岸山丘的斜坡處，在下岸設有小型村落，周邊只有少量民居。車站附近設有農田和柿樹果園。車站對面岸設有國道349號並行。在上流一方（南邊）靠近兜橋，連接福島縣道104號川前梁川線。
另外截至2008年7月。車站周邊設有阿武隈川洪水對策，建設了河堤以進行防止水浸。

## 相鄰車站
阿武隈急行
■阿武隈急行線
富野－兜－阿武隈

## 注腳
1. ↑  .   [2021-01-18]. （原始内容存档于2018-06-08）.